# Their Law: The Singles 1990-2005
Their Law: The Singles 1990-2005 es una colección de sencillos de la banda inglesa The Prodigy. Fue lanzado el 17 de octubre de 2005, y entró al UK albums chart como número 1 el 23 de octubre.

## Lista de canciones

### CD
| Disco 1 |                             |                                     |          |  |
| N.º     | Título                      | Álbum original                      | Duración |  |
| 1.      | «Firestarter»               | The Fat of the Land                 | 4:42     |  |
| 2.      | «Their Law»                 | Music for the Jilted Generation     | 5:36     |  |
| 3.      | «Breathe»                   | The Fat of the Land                 | 5:35     |  |
| 4.      | «Out of Space»              | Experience                          | 5:01     |  |
| 5.      | «Smack My Bitch Up»         | The Fat of the Land                 | 5:43     |  |
| 6.      | «Poison»                    | Music for the Jilted Generation     | 4:02     |  |
| 7.      | «Girls»                     | Always Outnumbered, Never Outgunned | 4:12     |  |
| 8.      | «Voodoo People»             | Music for the Jilted Generation     | 3:40     |  |
| 9.      | «Charly»                    | Experience                          | 5:23     |  |
| 10.     | «No Good (Start the Dance)» | Music for the Jilted Generation     | 6:18     |  |
| 11.     | «Spitfire»                  | Always Outnumbered, Never Outgunned | 3:25     |  |
| 12.     | «Jericho»                   | Experience                          | 3:46     |  |
| 13.     | «Everybody in the Place»    | Experience                          | 5:10     |  |
| 14.     | «One Love»                  | Music for the Jilted Generation     | 5:24     |  |
| 15.     | «Hotride»                   | Always Outnumbered, Never Outgunned | 4:33     |  |

| Disco 2 |                                                                                                 |          |  |
| N.º     | Título                                                                                          | Duración |  |
| 1.      | «Razor» (Versión nueva del álbum cancelado 'Device No. 1' de un proyecto de Keith Flint, Flint) | 4:01     |  |
| 2.      | «Back 2 Skool»                                                                                  | 5:03     |  |
| 3.      | «Voodoo People (Pendulum Remix)»                                                                | 5:08     |  |
| 4.      | «Under My Wheels (Remix)»                                                                       | 3:15     |  |
| 5.      | «No Man Army»                                                                                   | 4:10     |  |
| 6.      | «Molotov Bitch»                                                                                 | 4:55     |  |
| 7.      | «Voodoo Beats»                                                                                  | 3:54     |  |
| 8.      | «Out of Space (Audio Bullys Remix)»                                                             | 4:56     |  |
| 9.      | «The Way It Is (Live Remix)»                                                                    | 4:16     |  |
| 10.     | «We Are The Ruffest»                                                                            | 5:18     |  |
| 11.     | «Your Love»                                                                                     | 6:02     |  |
| 12.     | «Spitfire (Live)»                                                                               | 4:12     |  |
| 13.     | «Their Law (Live)»                                                                              | 5:32     |  |
| 14.     | «Breathe (Live)»                                                                                | 6:40     |  |
| 15.     | «Serial Thrilla (Live)»                                                                         | 5:16     |  |
| 16.     | «Firestarter (Live)»                                                                            | 5:21     |  |

### DVD
Concierto en Brixton Academy 20 de diciembre de 1997
1. "Smack My Bitch Up" – 6:24
2. "Voodoo People" – 2:40
3. "Voodoo Beats" – 4:04
4. "Their Law" – 5:15
5. "Funky Shit" – 4:58
6. "Breathe" – 5:56
7. "Serial Thrilla" – 5:38
8. "Mindfields" – 5:35
9. "Fuel My Fire" – 3:25
10. "Firestarter" – 5:30

Vídeos musicales
1. "Firestarter" – 3:47
2. "Poison" – 4:00
3. "No Good (Start the Dance)" – 3:57
4. "Breathe" – 3:58
5. "Out of Space" – 3:42
6. "Smack My Bitch Up" – 4:35
7. "Charly" – 3:38
8. "Spitfire" – 3:24
9. "Voodoo People" – 5:08
10. "Girls" – 3:49
11. "Everybody in the Place" – 3:50
12. "Baby's Got a Temper" – 4:25
13. "Wind It Up (Rewound)" – 3:29
14. "One Love" – 3:55
15. "Voodoo People" (Pendulum Remix) – 3:15

Extras
1. "Spitfire" (En vivo en Pinkpop 2005) – 3:53
2. "Their Law" (En vivo en Red Square 1997) – 5:11
3. "Break and Enter" (En vivo en Glastonbury 1995) – 6:04
4. "Always Outnumbered Never Outgunned" (Demo Mix) – 2:17 [Acceso presionando botón derecho después que "Break and Enter" es reproducido]

Detrás de escenas
1. "Firestarter" – 11:01
2. "Voodoo People" – 2:44
3. "Out of Space" – 2:47
4. "Poison" – 6:37

- Datos: Q2252094